# Harrah, Oklahoma
Harrah är en ort i Oklahoma County i Oklahoma. Orten har fått sitt namn efter handelsmannen Frank Harrah. Vid 2010 års folkräkning hade Harrah 5 095 invånare.